# Ala I Flavia Gemina

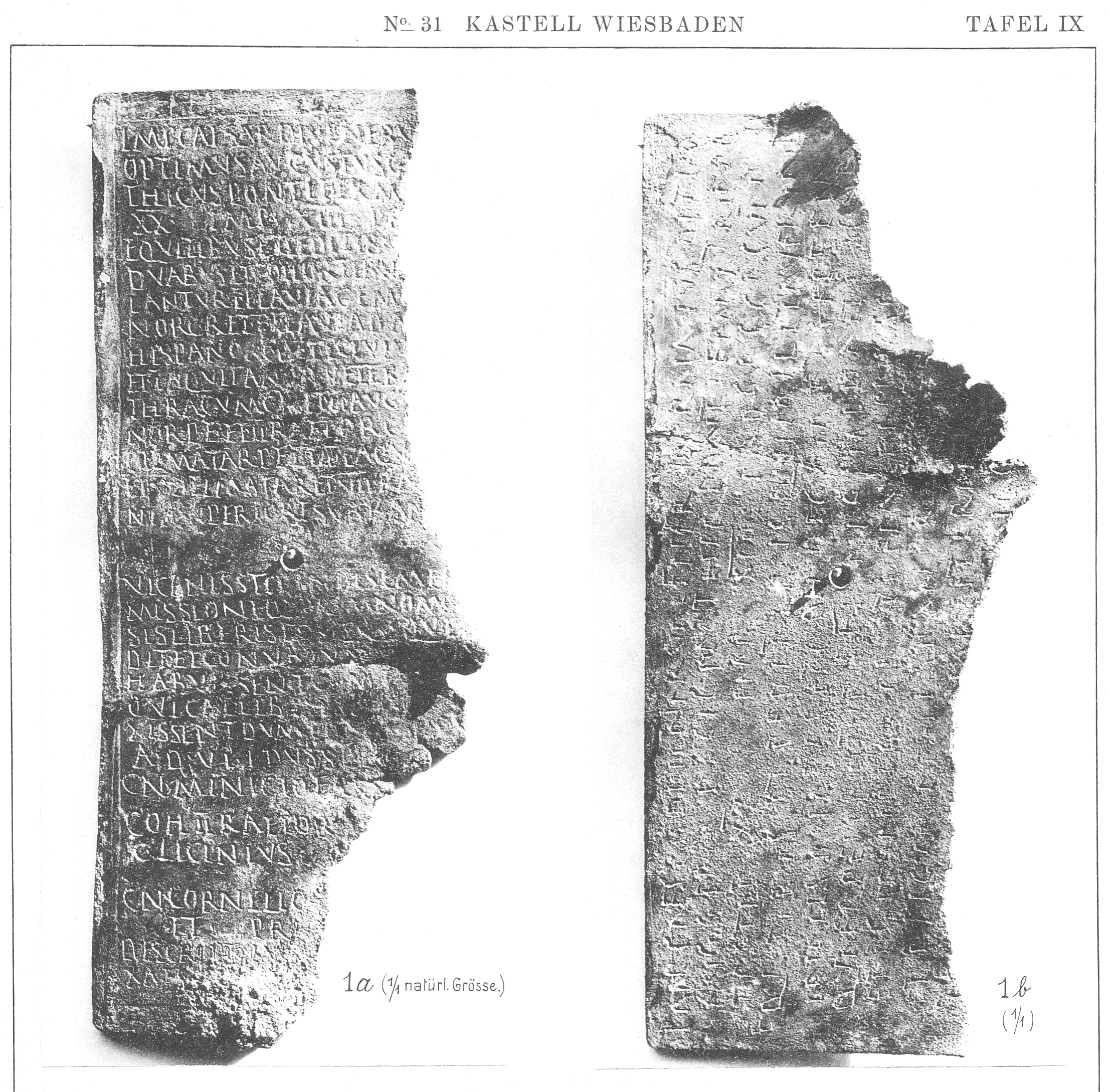
Das Militärdiplom von 116 n. Chr.

Die Ala I Flavia Gemina (deutsch 1. flavische Ala Gemina) war eine römische Auxiliareinheit. Sie ist durch Militärdiplome und Inschriften belegt. In den Inschriften wird sie als Ala I Flavia bezeichnet. Laut John Spaul ist die Ala mit der Ala I Flavia Fida der Inschrift (CIL 5, 538) und der Ala Fida Vindex der Inschrift (CIL 13, 8307) identisch.

## Namensbestandteile
- Flavia: die Flavische. Die Ehrenbezeichnung bezieht sich auf die flavischen Kaiser Vespasian, Titus oder Domitian.

- Gemina: (lateinisch Geminus Zwillings-). Die Ala entstand wahrscheinlich unter Vespasian aus der Zusammenlegung zweier Einheiten, die während des Bataveraufstands um 69/70 n. Chr. starke Verluste erlitten hatten. Der Zusatz kommt nur in den Militärdiplomen vor.

- Fida: die Treue. Der Zusatz kommt in den Inschriften (CIL 5, 538, CIL 13, 8307) vor.

- Vindex: die Rächende. Der Zusatz kommt in der Inschrift (CIL 13, 8307) vor.

Da es keine Hinweise auf den Namenszusatz milliaria (1000 Mann) gibt, war die Einheit eine Ala quingenaria. Die Sollstärke der Ala lag bei 480 Mann, bestehend aus 16 Turmae mit jeweils 30 Reitern.

## Geschichte
Die Ala war in der Provinz Germania stationiert. Sie ist auf Militärdiplomen für die Jahre 74 bis 129 n. Chr. aufgeführt.
Der erste Nachweis der Einheit in der Provinz Germania beruht auf einem Diplom, das auf 74 datiert ist. In dem Diplom wird die Ala als Teil der Truppen (siehe Römische Streitkräfte in Germania) aufgeführt, die in der Provinz stationiert waren. Weitere Diplome, die auf 76 bis 129 datiert sind, belegen die Einheit in derselben Provinz (beziehungsweise ab 90 in Germania superior).

## Standorte
Standorte der Ala in Germania waren möglicherweise:
- Echzell: die Ala wurde um 110 hierher verlegt.[4]
- Nida (Heddernheim): Die Inschriften (CIL 13, 7365, CIL 13, 11948) wurden hier gefunden.

## Angehörige der Ala
Folgende Angehörige der Ala sind bekannt:
| - G(aius) Lautius [] Sabinus, ein Decurio (CIL 13, 2603) - Iulius Ingenius, ein Missicius (CIL 13, 7024) - Muranus, ein Reiter (CIL 13, 7579) | - Tacitus, ein Reiter (CIL 13, 7365) - Ti(berius) Attius Hilarus, ein Decurio (CIL 05, 538) - Valgas, ein Decurio (CIL 13, 8307) |